# 佩科斯鱂
佩科斯鱂為輻鰭魚綱鯉齒目鯉齒亞目鯉齒鱂科的其中一種，被IUCN列為極危保育類動物，分布於北美洲美國德州及新墨西哥州的Pecos河流域，體長可達5公分，棲息在泉水區、池塘、溪流，可作為觀賞魚。

## 擴展閱讀
維基物種上的相關：佩科斯鱂